# Mattachine Society
La Mattachine Society fu una delle prime organizzazioni per i diritti degli omosessuali negli Stati Uniti d'America, fondata a Los Angeles nel 1950 nella fase precedente i moti di Stonewall nota come "movimento omofilo".

## Storia
Fu fondata l'11 novembre 1950 da Harry Hay, nato nel 1912 in Inghilterra da famiglia americana e morto il 24 ottobre 2002 a Los Angeles, insieme a Rudi Gernreich, Bob Hull, Chuck Rowland, e Dale Jennings, ma non fu registrata come ente giuridico fino al 1954.

Altre organizzazioni collegate furono formate subito dopo a New York City, Boston, Chicago, Denver, Washington e Filadelfia. L'obiettivo primario dell'associazione era arrivare all'accettazione pubblica dell'omosessualità: essi scrissero nel loro manifesto che gli "handicaps fisiologici e psicologici degli omosessuali non devono fungere da deterrente nell'integrazione del 10% della popolazione mondiale verso il costruttivo progresso sociale dell'Umanità."
Nei primi tempi la Mattachine Society fu una sorta di società segreta che si richiamava a una setta medievale di giullari che avevano l'abitudine di mettere alla berlina la società dell'epoca con spettacoli en travesti. Dato che nella California degli anni Cinquanta le associazioni di omosessuali erano vietate, come copertura vennero reclutate anche delle donne; nel 1952 la Mattachine tuttavia uscì allo scoperto, difendendo in tribunale un associato che era stato adescato da un poliziotto che gli aveva teso una trappola. Dopo il processo il gruppo si espanse rapidamente, superando quota 2.000 iscritti, ma al suo interno cominciarono a sorgere contrasti di natura politica: i radicali di sinistra si opponevano alla linea moderata del gruppo, che intendeva comunque rispettare le leggi statunitensi. Il contrasto tra queste due linee di pensiero fece collassare la Mattachine Society, disciolta a Los Angeles nel 1961.

## Nome
La Mattachine Society ebbe il suo nome da Hay, che si ispirò ad un gruppo teatrale francese del Medioevo e del Rinascimento, che aveva studiato mentre preparava un corso sulla storia della musica popolare per un progetto educativo dei lavoratori.

In un'intervista del 1976 Jonathan Ned Katz chiese ad Hay l'origine del nome Mattachine. Hay gli nominò le "Sociétés joyeux" (sic) francesi:
Talvolta questi rituali di danza, o recite con musica, erano proteste contadine contro l'oppressione, con gli attori che, nel nome del popolo, subivano poi il contraccolpo della crudele vendetta del signore preso di mira.

Così prendemmo il nome di "Mattachine"; poiché noi ritenevamo che i gay del 1950 fossero ancora un popolo mascherato, sconosciuto e anonimo, ma che avrebbero potuto impegnarsi nell'edificazione morale e aiutare se stessi e gli altri, attraverso la lotta, per muoversi verso un cambio totale di direzione e prospettiva.»
Negli anni Settanta Hay formò il gruppo delle “Radical Faeries”, le Fatine Radicali, certamente molto di sinistra ma soprattutto molto devote all'ecologia e alla spiritualità New Age.
Due puntate del podcast Making Gay History (1x7 e 4x3) riguardano rispettivamente Chuck Rowland e Harry Hay, entrambi co-fondatori di Mattachine.